# سيان برايس
سيان برايس (بالإنجليزية: Sian Brice)‏ هي تريثلت بريطانية، ولدت في 2 أبريل 1969 في لي في المملكة المتحدة.

## وصلات خارجية
- سيان برايس على موقع أوليمبيديا (الإنجليزية)